# Шеих Мустафа
Шеих Мустафа Багдађанин је турски великодостојник чије се турбе (маузолеј) -- гроб налази на углу улица Браће Југовића и Вишњичке у Београду, непосредно испод студентског парка. Турбе је споменик културе заштићен законом, обновљен 2013. године. 